# Conseil des Commis
Le Conseil des Commis est une institution politique du duché d'Aoste qui a fonctionné du XVIe au XVIIIe siècle.

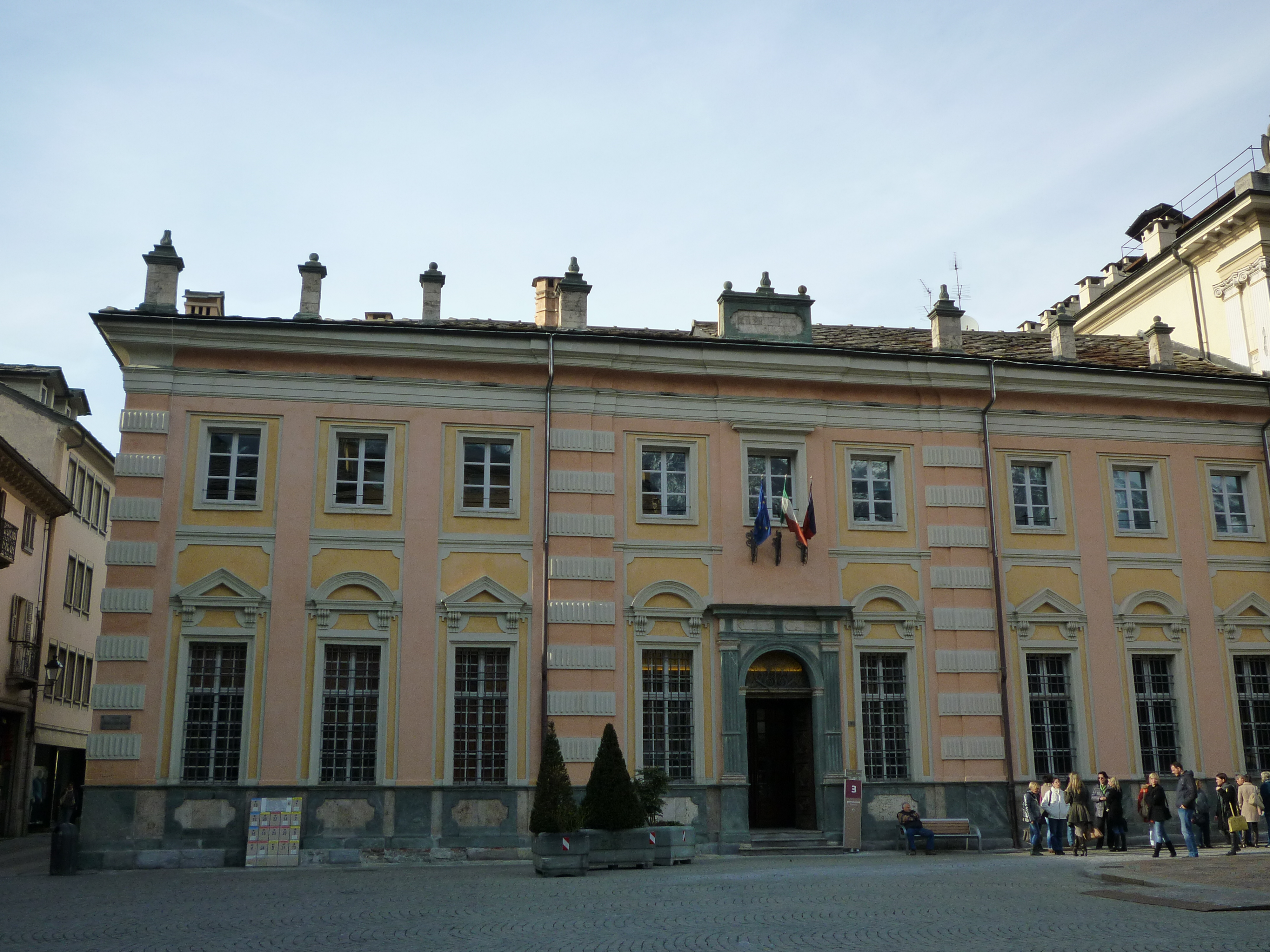
L'hôtel des États, siège du Conseil des Commis, place Émile-Chanoux à Aoste.

## Origine
À la suite de l’invasion des États de Savoie par les armées du roi François Ier de France, L’Assemblée générale des Trois États se réunit à Aoste sous la présidence du bailli Mathieu de Lostan le 29 février 1536. L’assemblée confirme sa fidélité à la maison de Savoie et son attachement à la religion catholique.
Le 7 mars 1536 suivant, par la volonté de l’assemblée des Valdôtains, le comte René de Challant (mort en 1565) alors gouverneur de la Vallée d'Aoste et Pierre Gazin, évêque d’Aoste (1528-1557), sont à l’origine de la création d’un « Conseil des Commis » destiné à assumer les pouvoirs politiques, administratifs et judiciaires dans la Vallée d'Aoste .
Les procès-verbaux officiels du Conseil des Commis passent du latin au français dès 1536, soit trois ans avant qu'en France même, où l'ordonnance de Villers-Cotterêts impose d'écrire tous les actes publics en « langue maternelle française »,,. 
Tout en réservant les droits de la maison de Savoie, le conseil développe immédiatement une intense activité diplomatique qui débouche sur la signature à partir de 1537 de traités de neutralité avec le roi François Ier de France, puis avec son successeur Henri II de France, qui évitent à la vallée d’Aoste d’être occupée par les troupes françaises.
Selon l'abbé Joseph-Marie Henry, le premier traité est signé le 4 avril 1537 il prévoit que « Les Français n'entreront point dans la Vallée ; de leur côté, les Valdôtains s'engagent à empêcher le passage des Suisses, des Espagnols, des Allemands, des Piémontais. Les droits de péage sont supprimés entre le Val d'Aoste, la Savoie et la France ; les habitants de ces trois pays pourront circuler librement les uns chez les autres, et commercer sans entraves » il sera ensuite renouvelé en 1538, 1542, 1552, 1554, 1556, 1558. Ces traités seront respectés malgré le rejet de la demande d'hommage formulée le 31 octobre 1537 par le cardinal François de Tournon au nom de François Ier et le refus d'accéder en 1554 à la demande du maréchal de France Charles Ier de Cossé, gouverneur du Piémont pour le compte d'Henri II de France de traverser la Vallée d'Aoste.
L'institution valdôtaine est ratifiée par en 1551 le duc Charles III de Savoie puis en 1559 par son fils et successeur le nouveau duc Emmanuel-Philibert lorsqu'il recouvre sa pleine souveraineté sur les États de Savoie en vertu du traité du Cateau-Cambrésis.

## Disparition
Le Conseil des Commis poursuit son activité jusqu’au XVIIIe siècle. Les membres de la famille de Tillier en assurent de facto héréditairement la direction depuis 1679 dont le célèbre Jean-Baptiste de Tillier de 1700 à 1744. La mise en œuvre par le roi Charles-Emmanuel III de Sardaigne de réformes inspirées par le siècle des Lumières, porte un coup fatal à cette institution considérée comme « féodale ». Le nombre de ses membres est réduit à 18 en 1748, 12 en 1758 et enfin six.
Le Conseil des Commis n’est pas supprimé mais il ne se réunit plus après 1766 et il cesse définitivement d’exister lors du décès du dernier « Juge Commis », l'avocat Louis Christillin. Le régime valdôtain est aboli de facto lors de la publication des « royales constitutions » à Aoste le 24 novembre 1770 et du « règlement particulier pour le duché d'Aoste » de Victor-Amédée III le 13 août 1773. Le « Conseil des Commis » devient un simple corps consultatif, son dernier acte officiel est de remercier le roi Charles-Albert de Sardaigne lorsque le 12 juillet 1845 il rétablit le titre de duc d'Aoste en faveur de son petit-fils Amédée de Savoie.
L'ancien siège du Conseil des Commis, nommé Hôtel des États, sur la place Émile-Chanoux, accueille aujourd'hui régulièrement des expositions.

## Représentation artistique
Le sculpteur valdôtain Jean Thoux a réalisé un bas-relief polychrome représentant la création du « Conseil des Commis ». L'œuvre et son contexte historique font l'objet de l'article d'Omar Borettaz L'origine du Conseil des Commis dans une œuvre de Thoux dans le numéro de 2008 du « Messager valdôtain ».